# Foodwatch
Foodwatch (de l'anglais food : aliment et watch : surveillance) est une organisation non gouvernementale de défense des consommateurs. L’organisation milite pour le droit des consommateurs de se voir proposer des aliments de qualité, sans risques pour la santé et comportant un étiquetage fiable et transparent. Elle joue un rôle de lanceur d'alerte.

## Histoire
Foodwatch a été fondée en 2002 en Allemagne par l'ancien directeur international de Greenpeace Thilo Bode, en réponse au scandale de la crise dite « de la vache folle » (maladie de nom : Encéphalopathie spongiforme bovine, ESB).
Foodwatch a annoncé le lancement de sa première campagne française à Paris le 6 mai 2014. Foodwatch France est une association loi de 1901 et une organisation financée par des dons privés.
À l’échelle européenne, l’organisation a critiqué fortement les règles d’étiquetage des aliments, accusant l’industrie alimentaire d'« arnaques ». Après l’accident nucléaire de Fukushima, Foodwatch a demandé un embargo sur les importations alimentaires en provenance du Japon.
Avec d’autres organisations, comme Oxfam, Foodwatch a fait campagne contre la spéculation sur les denrées alimentaires sur les marchés financiers, qui pourrait causer une hausse des prix des aliments.

## Méthode
Le mode opératoire de Foodwatch consiste à cibler des personnalités politiques et des marques, souvent par des pétitions, en leur demandant de changer leurs pratiques. Foodwatch a ainsi déjà fait reculer plusieurs grandes marques comme E.Leclerc, Danone, Vrai, Maggi (Nestlé).
Foodwatch dénonce aussi les conflits d’intérêts qui nuisent aux consommateurs. Elle a plusieurs fois épinglé Coca-Cola et de grands groupes comme Nestlé, Unilever, PepsiCo, Mars et Mondelez.

## Foodwatch France
Depuis son implantation en France, les thèmes de prédilection de l'association sont l'information nutritionnelle et la lutte contre les fraudes alimentaires. Elle a été particulièrement active lors du scandale des œufs contaminés au fipronil,. Elle fait également partie de plusieurs coalitions d'organisations, notamment sur les sujets du glyphosate et des traités de libre-échange (CETA, TTIP). Foodwatch considère que le traité entre l’Union européenne et le Canada est antidémocratique et appelle à sa renégociation.
Foodwatch alerte également sur la contamination. L’ONG a porté ces sujets aux états généraux de l’alimentation, organisés à l’automne 2017 par le ministère de l’Agriculture français.
Foodwatch alerte également sur la contamination des aliments. À la suite des résultats de tests réalisés en laboratoire sur des aliments de grande consommation et publiés en octobre 2015, Foodwatch a révélé que 60 % des produits testés étaient contaminés aux huiles minérales toxiques. Un an plus tard, six grands distributeurs se sont engagés à réduire cette contamination.
À l’occasion de la fête nationale, le 14 juillet 2017, Foodwatch a montré que plusieurs fabricants d’aliments faisaient croire que leurs produits étaient 100 % « made in France » alors que ce n’était pas le cas.
En mars 2025, Foodwatch France revendique près de 500 000 personnes abonnées à sa lettre d'information.

### Foodwatch international
- (mul) Site officiel
- Ressource relative aux organisations :   - Registre de transparence de l'UE
- Notices d'autorité :   - BnF (données)
  - GND

### Foodwatch France
- Site officiel
- Ressources relatives aux organisations (pour foodwatch France) :   - SIREN
  - Répertoire national des associations